# Einspritzverfahren
Einspritzverfahren sind die verschiedenen Möglichkeiten, um in Wärmekraftmaschinen das Luft-Kraftstoff-Gemisch für die innere Verbrennung durch die Einspritzung von unter Druck stehenden Flüssigkeiten (Kraftstoffen) bereitzustellen. Übliche Kraftstoffe sind Benzin und Diesel, in zunehmendem Maß auch Autogas bei LPI. Einspritzverfahren und Gemischbildung hängen meistens direkt zusammen, weil eine bestimmte Gemischbildung meist ein spezifisches Einspritzverfahren erfordert.
Verfahren, die zum Einbringen des Kraftstoffs unter Druck stehende Gase verwenden (Autogas außer LPI, Erdgas, Wasserstoff), werden Einblasverfahren genannt.

## Unterscheidung und Anwendung
Unterschieden werden Einspritzverfahren nach dem Ort der Gemischbildung:
- Einspritzverfahren zur äußeren Gemischbildung (außerhalb des Brennraums: typisch Saugrohreinspritzung für Ottomotoren)
- Einspritzverfahren zur inneren Gemischbildung (innerhalb des Brennraums: typisch für Dieselmotoren und Glühkopfmotoren)

Angewendet werden Einspritzverfahren in verschiedenen Wärmekraftmaschinen:
- Zweitaktmotoren und Viertaktmotoren
  - Hubkolbenmotoren (Dieselmotoren, Ottomotoren)
  - Kreiskolbenmotoren (Wankelmotoren)
- Gasturbinen (Strahl- und Turbofan-Triebwerke)

### Äußere Gemischbildung
Einspritzverfahren für äußere Gemischbildung unterteilen sich je nach Ort der Einspritzung in Single-Point-Einspritzung (kurz SPI für single point injection) und Multi-Point-Einspritzung (kurz MPI). Bei SPI werden alle Zylinder eines Motors von einer zentralen Einspritzung mit Gemisch versorgt. Bei MPI von mehreren zylindernahen Einspritzventilen, in der Regel pro Zylinder ein Einspritzventil.
Weiter wird die äußere Gemischbildung durch die Ansteuerung der Einspritzventile unterschieden in kontinuierlich einspritzende Verfahren (beispielsweise Bosch K-Jetronic) und in intermittierende Verfahren (beispielsweise Bosch L-Jetronic oder Motronic). Teilweise wird dabei Kraftstoff auf das geschlossene Einlassventil gespritzt, was „vorgelagerte Einspritzung“ genannt wird. Dabei werden Ansaugkanal und Einlassventil besser gekühlt, und der Kraftstoff hat mehr Zeit, um zu verdampfen und so für eine gute homogene Gemischbildung zur Verfügung zu stehen. Bei seiner Verdampfung nimmt der Kraftstoff jedoch ein wesentlich größeres Volumen ein und verdrängt dabei reine Ansaugluft, was den Liefergrad des Motors verschlechtert. Gleichzeitig senkt der Verdampfungsvorgang die Temperatur, was zu einer höheren Dichte des angesaugten Gemischs führt und damit den Liefergrad verbessert. In der Summe führt es zu einer nur teilweise kompensierten Liefergradverschlechterung.

### Innere Gemischbildung
Die Einspritzverfahren für die innere Gemischbildung sind prinzipiell ähnlich, jedoch sind die Gemischbildungsvarianten sehr unterschiedlich. Hier wird unterschieden zwischen direkten und indirekten Einspritzverfahren. Bei direkten Einspritzverfahren wird der Kraftstoff direkt in den (Haupt-)Brennraum eingespritzt, dieses Verfahren kommt bei der Benzin-Direkteinspritzung (kurz BDE) wie auch bei der Diesel-Direkteinspritzung zum Einsatz. Das indirekte Einspritzverfahren spritzt den Kraftstoff in eine vom Hauptbrennraum teilweise abgetrennte Nebenkammer ein, bekannt sind hier die Vorkammer- und Wirbelkammereinspritzung bei älterer Dieselmotorentechnik.
Bei den direkten Einspritzverfahren wird weiter unterschieden über die Art der Kraftstoffaufbereitung. Bei Dieselmotoren wird zwischen wandverteilenden und luftverteilenden Verfahren unterschieden. Beim wandverteilenden Verfahren wird ein Teil des Kraftstoffs auf eine Körperoberfläche aufgespritzt. Da diese Oberfläche im Betrieb heiß wird, dampft der Kraftstoff von der Oberfläche ab. Ein typisches Verfahren ist das M-Verfahren. Bei der luftverteilenden Einspritzung wird der Dieselkraftstoff mit hohem Einspritzdruck durch eine Mehrlochdüse fein vernebelt eingespritzt. Die Tröpfchengröße des Einspritzstrahls ist so gering, dass der Kraftstoff in der heißen Kompressionsluft verdampfen und verbrennen kann.

Wandverteilende Verfahren haben grundsätzlich auch einen luftverteilenden Anteil, durch den die Zündung eingeleitet wird. Bei luftverteilenden Verfahren ist das Auftreffen des Spritzstrahls auf eine feste Oberfläche nicht vorgesehen. Durch Veränderung der Einspritzdüse über die Lebensdauer oder durch unsachgemäßes Chiptuning kann der weiterreichende Spritzstrahl den Kolben oder Zylinderkopf thermisch überlasten und zur Zerstörung führen.
Bei Ottomotoren wird unterschieden nach Homogen- und Schichtbetrieb. Im Homogenbetrieb wird im Ansaugtakt eingespritzt. Da dabei das Einlassventil noch geöffnet ist, kommt es zur Verschlechterung des Liefergrades wie bei der äußeren Gemischbildung beschrieben.

Der Schichtbetrieb findet im Verdichtungstakt statt und wird unterteilt in strahlgeführte, wandgeführte oder luftgeführte Verfahren. Dabei wird nicht der gesamte Zylinder mit einem zündfähigen Gemisch gefüllt, sondern nur eine Gemischwolke erzeugt und gezielt zur Zündkerze geführt. Bei wand- und luftgeführten Verfahren sitzt das Einspritzventil seitlich im Zylinderkopf. Die Wolke des zündfähigen Gemischs wird dabei entweder durch den speziell geformten Kolbenboden (wandgeführt) zur Zündkerze geleitet oder durch ein Luftpolster (luftgeführt). Beim strahlgeführten Verfahren sitzt das Einspritzventil zentral in Zündkerzennähe, das zündfähige Gemisch erreicht ohne Umlenkung die Zündkerze.
Bei der inneren Gemischbildung steht weniger Zeit für die Einspritzung zur Verfügung, oder es muss gegen einen höheren Druck im Brennraum eingespritzt werden. Deshalb wird für die innere Gemischbildung ein deutlich höherer Einspritzdruck verwendet, um trotzdem die erforderliche Einspritzrate und Spritzstrahlqualität zu erreichen. Insbesondere beim strahlgeführten Verfahren, bei dem direkt vor die Zündkerze eingespritzt wird, sind die Anforderungen an die Genauigkeit von Einspritzzeit und Einspritzmenge sehr hoch, so dass dieses Verfahren erst durch den Einsatz von bereits von der weiterentwickelten Common-Rail-Diesel-Direkteinspritzung bekannten Piezo-Injektoren (Einspritzventil) durchführbar wurde.